# Jean Paulista
Pour les articles homonymes, voir Jean.
Jean Francisco Rodrigues dit Jean Paulista est un footballeur brésilien né le 28 novembre 1977 à Sertãozinho. Il évoluait au poste d'attaquant.

## Carrière
- 1996-1997 : Corinthians Alagoano  Brésil
- 1997-1998 : EC Taubaté  Brésil
- 1998-1999 : Sporting Farense  Portugal
- 1999 : Sporting Braga  Portugal
- 2000 : Deportivo Aves  Portugal
- 2001-2003 : Vitória Setubal  Portugal
- 2003-2004 : Deportivo Aves  Portugal
- 2004-2005 : FC Maia  Portugal
- 2005-2008 : Wisła Cracovie  Pologne
- 2008-2010 : APOEL Nicosie  Chypre
- 2010-2011 : AEK Larnaca  Chypre
- 2011- : Polonia Bytom  Pologne

### Palmarès
Wisła Cracovie
- Champion de Pologne : 2008